# Balıkhisar, Sulusaray
Balıkhisar là một xã thuộc huyện Sulusaray, tỉnh Tokat, Thổ Nhĩ Kỳ. Dân số thời điểm năm 2011 là 331 người.